# Adil Annani

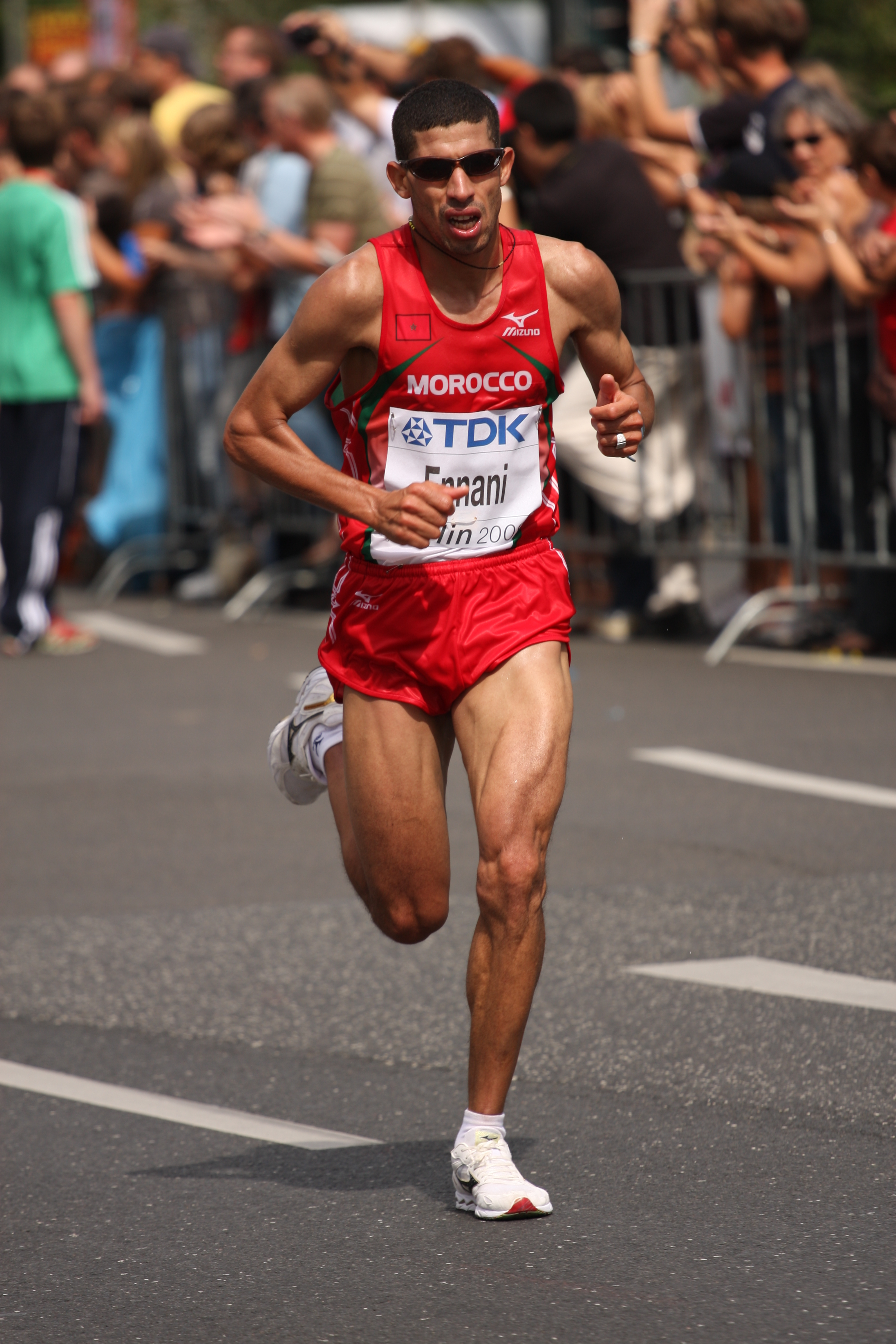
Adil Annani (2009)

Adil Annani (* 30. Juni 1980 in Ould Amloul) ist ein marokkanischer Marathonläufer.

## Leben
Adil Annani hat sein Land dreimal im Marathon bei den Leichtathletik-Weltmeisterschaften vertreten (2009, 2011 und 2015); erreichte aber nur 2009 das Ziel.
2008 wurde er Dritter beim Marathon von Marrakesch und siegte beim Casablanca-Marathon.
2009 gewann er den Beppu-Ōita-Marathon mit seiner persönlichen Bestzeit von 2:10:15 h und wurde Siebter bei den Leichtathletik-Weltmeisterschaften in Berlin in 2:12:12 h.
Wegen Unregelmäßigkeiten im biologischen Pass wurde ihm eine vierjährige Wettkampfsperre bis zum 20. Juni 2020 verhängt. Zudem wurden alle seine Ergebnisse ab dem 4. November 2011 annulliert.